# ASELSAN
ASELSAN (Turks: ASELSAN, Acroniem: 'Askeri Elektronik Sanayi) is een Turks elektronicabedrijf dat voornamelijk systemen produceert voor de Turkse strijdkrachten.

## Geschiedenis
ASELSAN werd opgericht door het Turkse leger in 1975, na de Turkse invasie van Cyprus.
De sleutelpersoon binnen dit bedrijf was M. Hacim Kamoy, die de eerste directeur van dit bedrijf werd.
Na jaren van investeringen en het inrichten van infrastructuur in Turkije begon ASELSAN in 1979 met het produceren van haar eigen producten, voornamelijk gebaseerd op binnenlandse vraag van bepaalde producten voor Defensie. ASELSAN heeft meer dan 4000 lokaal opgeleide medewerkers in dienst.

## Producten
- Communicatieapparatuur
- Elektronische defensieproducten, spionage-apparatuur etc.
- Micro-elektronica en bewakingssystemen